# Half-pipe femmes aux Jeux olympiques de 2014
Navigation
Pyeongchang 2018

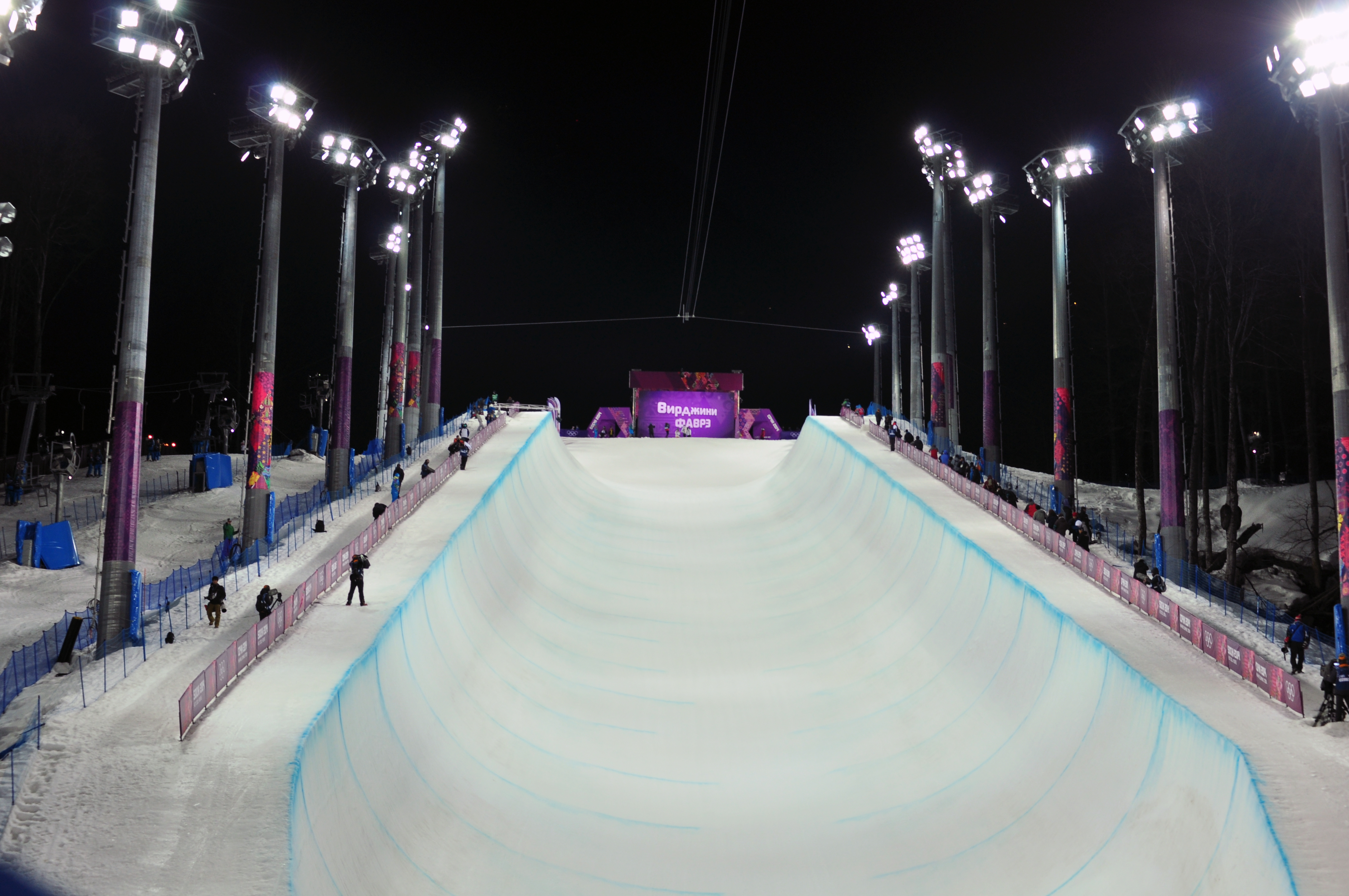
Photographie de la structure de half-pipe utilisé à Sotchi lors des Jeux olympiques d'hiver de 2014.

Le half-pipe féminin des Jeux olympiques d'hiver de 2014 a lieu le 20 février 2014 (les qualification à 18 h 30 et la finale à 21 h 30) au parc extrême Rosa Khutor. C'est la première apparition de cette épreuve aux Jeux olympiques d'hiver.
L'américaine Maddie Bowman remporte l'épreuve devant la française Marie Martinod et la japonaise Ayana Onozuka.

## Médaillées
| Or            | Argent         | Bronze        |
| Maddie Bowman | Marie Martinod | Ayana Onozuka |

## Résultats

### Qualification
Vingt-huit concurrentes sont au départ. Les douze meilleures à l'issue des deux passages sont qualifiées pour la finale.
| Rang | Dossard | Athlète              | Nationalité      | 1er passage | 2e passage | Meilleur | Notes |
| ---- | ------- | -------------------- | ---------------- | ----------- | ---------- | -------- | ----- |
| 1    | 12      | Marie Martinod       | France           | 84,80       | 88,40      | 88,40    | Q     |
| 2    | 6       | Brita Sigourney      | États-Unis       | 87,00       | 80,40      | 87,00    | Q     |
| 3    | 2       | Maddie Bowman        | États-Unis       | 85,60       | 85,20      | 85,60    | Q     |
| 4    | 8       | Ayana Onozuka        | Japon            | 83,80       | 59,80      | 83,80    | Q     |
| 5    | 5       | Angeli Vanlaanen     | États-Unis       | 68,20       | 83,00      | 83,00    | Q     |
| 6    | 29      | Rosalind Groenewoud  | Canada           | 82,00       | 78,40      | 82,00    | Q     |
| 7    | 13      | Virginie Faivre      | Suisse           | 79,40       | 80,00      | 80,00    | Q     |
| 8    | 14      | Janina Kuzma         | Nouvelle-Zélande | 73,80       | 75,20      | 75,20    | Q     |
| 9    | 17      | Anaïs Caradeux       | France           | 74,40       | 6,40       | 74,40    | Q     |
| 10   | 4       | Mirjam Jäger         | Suisse           | 73,20       | 27,20      | 73,20    | Q     |
| 11   | 9       | Annalisa Drew        | États-Unis       | 61,20       | 72,40      | 72,40    | Q     |
| 12   | 3       | Amy Sheehan          | Australie        | 19,60       | 70,60      | 70,60    | Q     |
| 13   | 22      | Keltie Hansen        | Canada           | 8,60        | 66,20      | 66,20    |       |
| 14   | 20      | Sabrina Cakmakli     | Allemagne        | 64,80       | 16,60      | 64,80    |       |
| 15   | 15      | Davina Williams      | Australie        | 5,40        | 63,00      | 63,00    |       |
| 16   | 26      | Katia Griffiths      | Espagne          | 54,40       | 56,60      | 56,60    |       |
| 17   | 10      | Katrien Aerts        | Belgique         | 51,40       | 54,40      | 54,40    |       |
| 18   | 21      | Emma Lonsdale        | Grande-Bretagne  | 53,80       | 53,20      | 53,80    |       |
| 19   | 19      | Elizaveta Chesnokova | Russie           | 43,80       | 50,00      | 50,00    |       |
| 20   | 27      | Natalya Makagonova   | Russie           | 42,60       | 43,80      | 43,80    |       |
| 21   | 28      | Park Hee-Jin         | Corée du Sud     | 42,40       | 20,40      | 42,40    |       |
| 22   | 23      | Nina Ragettli        | Suisse           | 18,00       | DNS        | 18,00    |       |
| 23   | 16      | Manami Mitsuboshi    | Japon            | 15,60       | 9,20       | 15,60    |       |

Q - Qualifiée pour la finale ; DNS - Non partante

### Finale
| Rang                                | Dossard | Athlète             | Nationalité      | 1er passage | 2e passage | Meilleur | Notes |
| ----------------------------------- | ------- | ------------------- | ---------------- | ----------- | ---------- | -------- | ----- |
| Médaille d'or, Jeux olympiques      | 2       | Maddie Bowman       | États-Unis       | 85,80       | 89,00      | 89,00    |       |
| Médaille d'argent, Jeux olympiques  | 12      | Marie Martinod      | France           | 84,80       | 85,40      | 85,40    |       |
| Médaille de bronze, Jeux olympiques | 8       | Ayana Onozuka       | Japon            | 79,00       | 83,20      | 83,20    |       |
| 4                                   | 13      | Virginie Faivre     | Suisse           | 74,40       | 78,00      | 78,00    |       |
| 5                                   | 14      | Janina Kuzma        | Nouvelle-Zélande | 77,00       | 74,80      | 77,00    |       |
| 6                                   | 6       | Brita Sigourney     | États-Unis       | 27,80       | 76,00      | 76,00    |       |
| 7                                   | 29      | Rosalind Groenewoud | Canada           | 5,40        | 74,20      | 74,20    |       |
| 8                                   | 4       | Mirjam Jäger        | Suisse           | 71,20       | 16,00      | 71,20    |       |
| 9                                   | 9       | Annalisa Drew       | États-Unis       | 66,40       | 9,60       | 66,40    |       |
| 10                                  | 3       | Amy Sheehan         | Australie        | 15,00       | 40,60      | 40,60    |       |
| 11                                  | 5       | Angeli Vanlaanen    | États-Unis       | 13,80       | 29,60      | 29,60    |       |
| 12                                  | 17      | Anaïs Caradeux      | France           | DNS         | DNS        |          |       |